# Arcuadendron
Arcuadendron är ett släkte av svampar. Arcuadendron ingår i divisionen sporsäcksvampar och riket svampar.